# Meromyza jakutica
Meromyza jakutica är en tvåvingeart som beskrevs av Lidia Ivanovna Fedoseeva 1979. Meromyza jakutica ingår i släktet Meromyza och familjen fritflugor. Inga underarter finns listade i Catalogue of Life.